# Suryadi Gunawan
Suryadi Gunawan (ur. 25 maja 1966) – indonezyjski zapaśnik walczący w obu stylach. Olimpijczyk z Seulu 1988, gdzie odpadł w eliminacjach w kategorii 48 kg, w stylu wolnym.
Złoty medalista igrzysk Azji Południowo-Wschodniej w 1987 i 1997. Mistrz Azji Południowo-Wschodniej w 1997 roku.